# SC Gaißach
Der SC Gaißach ist ein Sportverein aus dem oberbayerischen Gaißach im Landkreis Bad Tölz-Wolfratshausen und besteht aus den Abteilungen Aikido, Eishockey, Fußball, Handball, Ski, Leichtathletik, Sportschützen und Stockschießen. Der Verein wurde 1967 mit einer Ski- und Eissportabteilung als „Ski-Club Gaißach e. V.“ gegründet. Die Eishockey-Herrenmannschaft des SC spielte von 1978 bis 1983 in der vierthöchsten Spielklasse Deutschlands.

## Geschichte
Der Verein wurde 1949 als Skiklub (Wenk) ohne e. V. Eintragung gegründet. Offizielles Gründungsjahr des „Ski-Club Gaißach e. V.“ war 1967 mit einer Ski- und Eissportabteilung. In den späteren Jahren kamen noch die Abteilungen Fußball (1968), Handball Damen (1973), Handball Herren (1984), Rodeln (1975) Leichtathletik (1975), Sportschützen (1967), Stockschießen (1973) und Aikido hinzu. Am 18. Februar 2002 wurde die Rodelabteilung und 1995 die Handball Herrenabteilung, durch Beschluss der Delegiertenversammlung, aufgelöst.

## Eissport
| Saison      | Liga      | Klasse | Vorrunde    | Endrunde   |
| ----------- | --------- | ------ | ----------- | ---------- |
| 1972/73     | Kreisliga | V I    | 3. Platz    |            |
| 1973/74     | Kreisliga | V I    | Meister     | Aufstieg ↑ |
| 1974/75     | BLL       | V I    |             | Aufstieg ↑ |
| 1975/76     | BYL       | V      |             |            |
| 1976/77     | BYL       | V      | 5. Platz    |            |
| 1977/78     | BYL       | V      | 5. Platz    | Aufstieg ↑ |
| 1978/79     | RL-Süd    | I V    | 7. Platz    |            |
| 1979/80     | RL-Süd    | I V    | 8. Platz    |            |
| 1980/81     | RL-Süd    | I V    | 8. Platz    |            |
| 1981/82     | RL-Süd    | I V    | 6. Platz    |            |
| 1982/83     | RL-Süd    | I V    | 11. Platz   | Abstieg ↓  |
| 1983/84     | BYL(?)    | V      |             |            |
| 1984/85     | BYL       | V      | Vizemeister | Nat. Eis   |
| 1985/86     | BYL       | V      | Meister     | Nat. Eis   |
| 1986/87     | BYL       | V      | 4. Platz    | Nat. Eis ↓ |
| 1987/88     | BLL       | V I    | 5. Platz    | Süd        |
| 1988/89     | BLL/Gr. 3 | V I    | 3. Platz    |            |
| 1989/90     | BLL/Gr. 3 | V I    | 5. Platz    |            |
| 1990/91     | BLL/Gr. 3 | V I    | 5. Platz    |            |
| 1991/92     | BLL/Gr. 3 | V I    | 7. Platz    |            |
| 1992/93     | BLL/Gr. 3 | V I    | 5. Platz    |            |
| 1993/94     | BLL/Gr. 3 | V I    | 6. Platz    | Abstieg ↓  |
| 1994/95     | BBzL      | V I    |             |            |
| 1995/96     | BBzL      | V I    | 5. Platz    | Süd        |
| 96/97–97/98 | BBzL      | V I    |             |            |
| 98/99–99/00 | BBzL      | V II   |             |            |
| 2000/01     | BBzL      | V II   | 4. Platz    | Süd        |
| 2001/02     | BBzL      | V II   | 4. Platz    | Süd        |
| 2002/03     | BBzL      | V I    | 3. Platz    | Süd        |
| 2003/04     | BBzL      | V I    | 3. Platz    | Süd        |
| 2004/05     | BBzL      | V I    | Vizemeister | Süd        |
| 2005/06     | BBzL/Süd  | V I    | 4. Platz    |            |
| 2006/07     | BBzL/Süd  | V I    | 3. Platz    |            |
| 2007/08     | BBzL      | V I    | Meister     |            |
| 2008/09     | BBzL/Süd  | V I    | Vizemeister |            |
| 2009/10     | BBzL/Süd  | V I    | Meister     |            |
| 2010/11     | BBzL/Süd  | V I    | 6. Platz    |            |
| 2011/12     | BBzL/Süd  | V I    | Vizemeister |            |
| 2012/13     | BBzL/Süd  | V I    | 8. Platz    |            |
| 2013/14     | BBzL/Süd  | V I    | 5. Platz    | Rückzug ↓  |

↑ ↓ in der Auf-/Abstiegsrunde der jeweiligen Liga
 Quelle: rodi-db.de Quelle: passionhockey.com
Die Eissportabteilung wurde 1964 gegründet und bei der Gründung des „SC Gaißach e. V.“ als bestehende Abteilung übernommen. Die Eishockey-Mannschaft des SCG begann 1971 am Spielbetrieb des Bayerischen Eissport-Verbandes (BEV) teilzunehmen. 1974 gelang den Gaißachern der Aufstieg in die Bayerische Landesliga, 1975 Bayernliga und 1978 in die Regionalliga, in der sie sich bis 1983 halten konnten. In der Zeit von 1984/85 bis 1986/87, als sie der Natureis-Bayernliga angehörten, konnte 1986 die Bayerische Natureis-Meisterschaft gewonnen werden. Ab 1987 gehörten sie bis zur Saison 1993/94 der Bayerischen Landesliga an. Von 2001 an spielten die Gaißacher Eishackler in der Bayerischen Bezirksliga und konnten 2008 die Bayerische Bezirksliga-Meisterschaft und 2010 die Bayerische-Bezirks-Meisterschaft Süd gewinnen. 2014 musste die Eishockey-Mannschaft des SC, da es mangels Spieler immer schwieriger wurde ein Team zu stellen, vom Spielbetrieb des BEV zurückgezogen werden.
Heute nimmt das Eishockey Hobby-Team der Eissportabteilung an verschiedenen Hobby-Turnieren teil.

### Erfolge
- Aufstieg in die Regionalliga 1978
- Bayerischer Natureis-Meister 1986
- Bayerischer Natureis-Vizemeister 1985
- Aufstieg in die Bayernliga 1975
- Aufstieg in die Bayr. Landesliga 1974
- Bayerischer Bezirksliga-Meister 2008
- Bayerischer Bezirksliga-Meister Süd 2010
- Bayerischer Bezirksliga-Vizemeister Süd[5] 2005,  2009[1], 2012
- Bayerischer Kreisliga-Meister 1974

## Eisstadion
Das Natureisstadion Gaißach wurde 1966 fertiggestellt und konnte bei Spitzenspielen bis zu 500 Zuschauer aufnehmen. Wenn die Witterungsverhältnisse einen Spielbetrieb im Natureisstadion nicht möglich machten, wurden die Spiele des Gaißacher Eishockey-Teams im Bad Tölzer Eisstadion austragen.